# Ardisia mawaiensis
Ardisia mawaiensis är en viveväxtart som beskrevs av C.X. Furtado och Benjamin Clemens Masterman Stone. Ardisia mawaiensis ingår i släktet Ardisia och familjen viveväxter. Inga underarter finns listade i Catalogue of Life.